# Kuusaansaari
Kuusaansaari är en ö i Finland.   Den ligger i kommunen Kouvola i den ekonomiska regionen  Kouvola ekonomiska region  och landskapet Kymmenedalen, i den södra delen av landet, 120 km nordost om huvudstaden Helsingfors.